# Celia Haroune
Celia Haroune, née en 1998 à Béjaïa, est une gymnaste artistique algérienne.

## Carrière
Elle est médaillée de bronze par équipes aux Championnats d'Afrique de gymnastique artistique 2016.